# Отрадно-Курносовский
Отрадно-Курносовский — хутор в Милютинском районе Ростовской области.
Входит в состав Маньково-Березовского сельского поселения.

## География

### Улицы
- ул. Отрадная,
- ул. Первомайская.

## Население
| 2010 |
| ---- |
| 46   |

## Достопримечательности
Территория Ростовской области была заселена ещё в эпоху неолита. Люди, живущие на древних стоянках и поселениях у рек, занимались в основном собирательством и рыболовством. Степь для скотоводов всех времён была бескрайним пастбищем для домашнего рогатого скота. От тех времен осталось множество курганов с захоронениями жителей этих мест. Курганы и курганные группы находятся на государственной охране.
Поблизости от территории хутора Отрадно-Курносовского Милютинского района расположено несколько достопримечательностей — памятников археологии. Они охраняются в соответствии с Федеральным законом от 25.06.2002 N 73-ФЗ «Об объектах культурного наследия (памятниках истории и культуры) народов Российской Федерации», Областным законом от 22.10.2004 N 178-ЗС «Об объектах культурного наследия (памятниках истории и культуры) в Ростовской области», Постановлением Главы администрации РО от 21.02.97 N 51 о принятии на государственную охрану памятников истории и культуры Ростовской области и мерах по их охране и др.
- Курганная группа «Отрадно-Курносовский I» (7 курганов). Находится на расстоянии около 250 метров к востоку от хутора Отрадно-Курносовского.
- Курган «Отрадно-Курносовский II». Находится на расстоянии около 700 метров к юго-западу от хутора Отрадно-Курносовского.
- Курганная группа «Недомеров» (2 кургана). Находится на расстоянии около 2,2 км к юго-востоку от хутора Отрадно-Курносовского[3].